# 155 mm/50 Model 1920
155 mm/50 Model 1920 — 155-миллиметровое корабельное артиллерийское орудие, разработанное и производившееся в Франции. Состояло на вооружении ВМС Франции. Стало первым во Франции морским орудием калибра 155 мм. Предназначалось для вооружения лёгких крейсеров. Этими орудиями оснащались лёгкие крейсера типа «Дюгэ Труэн», а также учебный крейсер «Жанна д’Арк» и авианосец «Беарн».

## История создания
Калибр 155 мм ранее не использовался французским флотом. До конца Первой мировой войны французы предпочитали необычные для мировой практики калибры 138 мм и 164 мм. Орудие 155mm/50 Model 1920 разрабатывалось специально для лёгких крейсеров типа «Дюгэ Труэн» на основе армейской артсистемы. Это должно было облегчить снабжение боеприпасами.

## Конструкция
155 mm/50 Model 1920 состояло из внутренней трубы, лейнера, двойного кожуха и скрепляющего кольца. Орудие оснащалось поршневым затвором, открывавшимся вверх.